# William Marshall (General)

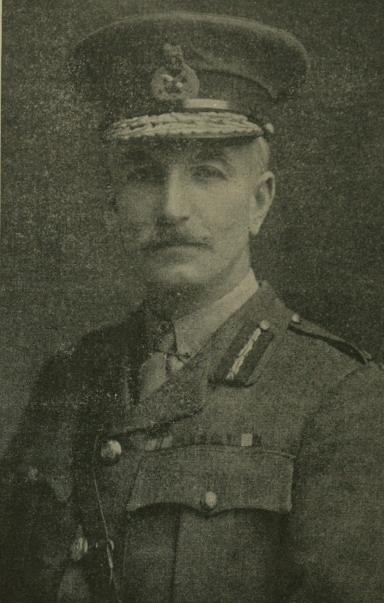
William Marshall, vor 1918

Sir William Raine Marshall GCMG, KCB, KCSI (* 29. Oktober 1865 in Stranton, County Durham, England; † 20. Mai 1939 in Bagnoles-de-l’Orne, Frankreich) war ein britischer Lieutenant-General im Ersten Weltkrieg, der durch seine Führung des Mesopotamienfeldzugs gegen Ende des Krieges bekannt wurde.

## Leben
Marshall wurde in der Nähe von Hartlepool an der englischen Ostküste geboren und an der Repton School und dem Royal Military College Sandhurst ausgebildet. Er wurde im Januar 1886 ins  Derbyshire Regiment (Sherwood Foresters) aufgenommen und diente anschließend in Irland, Britisch-Indien und auf Malta. 1893 erreichte er den Rang eines Captain. In Indien nahm er unter anderem an der Malakand-Expedition und dem Tirah-Feldzug 1897/98 teil. Er diente von 1899 bis 1902 in berittenen Infanterieeinheiten im Zweiten Burenkrieg im südlichen Afrika, wo er zweimal verwundet wurde, und wurde anschließend zum Brevet-Lieutenant Colonel ernannt. Im Jahr 1911 wurde er unter Edward Ingouville-Williams Assistant Commandant der School of Instruction for Mounted Infantry in Longmoor, Hampshire, und im folgenden Jahr zum regulären Lieutenant Colonel befördert.
Im Ersten Weltkrieg diente er zunächst als Kommandeur des 1. Bataillons seines Stammregiments an der Westfront, unter anderem in der Schlacht von Neuve-Chapelle im März 1915. Wenig später wurde er abberufen, um während der Schlacht um Gallipoli den Befehl über die 87. Brigade der 29th Division zu übernehmen. Diese führte er während der Landung am Kap Helles am X Beach, bei der er verwundet wurde. Im weiteren Verlauf der Schlacht übernahm er (jeweils temporär) den Befehl über die 42nd (East Lancashire) Division, die 29th Division und die 53rd (Welsh) Division und wurde im Juni 1915 zum Major-General ernannt.
Von Januar bis September 1916 befehligte Marshall die 27th Division an der Salonikifront und wurde dann nach Mesopotamien versetzt, wo er den Befehl über das indische III Corps (auch Tigris Corps genannt) übernahm. Mit diesem war er im Februar 1917 an der erneuten Einnahme von Kut al-Amara und im März 1917 an der Einnahme von Bagdad beteiligt. Als der Oberbefehlshaber an dieser Front, Generalleutnant Frederick Stanley Maude, im November 1917 an Cholera starb, wurde Marshall sein Nachfolger.
Als Oberbefehlshaber der bis zu 500.000 Mann starken Mesopotamian Expeditionary Force wurde Marshall für seine Umsicht und seine administrativen Fähigkeiten gelobt. Er drängte die türkischen Truppen in die nördlichen Bergregionen des heutigen Irak zurück und nahm nach dem Waffenstillstand von Moudros vom 31. Oktober 1918 die Kapitulation der osmanischen Truppen in der Region entgegen. Bis heute kontrovers diskutiert wird seine Anweisung, noch nach dem Waffenstillstand das gesamte Vilâyet Mossul durch britische Truppen zu besetzen. Dies stand im Widerspruch zum Sykes-Picot-Abkommen mit Frankreich vom Mai 1916, war aber wohl im Einklang mit der britischen Kriegszielpolitik in dieser Phase, die darauf abzielte, eine zu weite Ausdehnung des französischen Einflussbereichs in den Nahen Osten zu verhindern.
Nach dem Krieg ging Marshall zurück nach Indien, wo er 1919 den Oberbefehl über das Southern Command übernahm, welchen er bis 1923 innehatte. 1924 schied er aus dem aktiven Dienst aus. Marshall veröffentlichte 1929 das Werk Memories of Four Fronts über seine Erlebnisse im Ersten Weltkrieg. Er war von 1930 bis 1935 Regimentschef der Sherwood Foresters. Seit 1917 war er Knight Commander des Order of the Bath, seit 1919 des Order of the Star of India und seit 1919 Knight Grand Cross des Order of St Michael and St George.